# Utrechtsch Studenten Corps
Het Utrechtsch Studenten Corps, kortweg U.S.C., de oudste studentenvereniging van Utrecht, werd nooit opgericht maar ontstond gaandeweg. De eerste kiem ligt in 1636 toen de Universiteit werd opgericht en er automatisch een docentencorps en een studentencorps ontstonden.
Vaak wordt als oprichtingsjaar 1816 aangehouden, maar dat is in feite slechts het oprichtingsjaar van de sociëteit Placet Hic Requiescere Musis. Het USC is lid van de Algemene Senaten Vergadering. Het is sinds 2016 het enige corps waar alleen mannen lid van kunnen worden. Voor vrouwen bestaat sinds 1899 het U.V.S.V./N.V.V.S.U..

## Geschiedenis

### Groensenaten
In het jaar 1793 was er reeds een groensenaat opgericht die de ontgroening van nieuw aangekomen studenten op zich nam: de Senatus Veteranorum Glirium (vertaald uit het Latijn: De senaat van oude rotten). Toen de academie van Utrecht in de Franse Tijd (in het jaar 1806) echter werd gedegradeerd tot een école secondaire (middelbare school), hield deze groensenaat na verloop van tijd op te bestaan. Nadat de universiteit in 1814 haar rechten als academie had teruggekregen, ontstond al snel het verlangen een nieuwe groensenaat op te richten. In datzelfde jaar 1814 werd, door oud-leden van de in 1812 ter ziele gegane Senatus Veteranorum Glirium, wederom een groensenaat opgericht met een reeds enigszins bekende naam: de Senatus Veteranorum. Op 26 februari 1816 richtte de Senatus Veteranorum de Utrechtsche Studentensociëteit PhRM op, waar veel studenten lid van werden, maar lang niet allemaal. In 1833 had PhRM 262 leden terwijl Utrecht een kleine 500 studenten telde van wie ongeveer 90 procent ontgroend was. In 1831 werd in overleg met de Senatus Veteranorum, een aparte groensenaat voor theologiestudenten opgericht: Senatus Theologorum. Op initiatief van de Senatus Veteranorum werd in 1833 het Collegium Praesidium opgericht, dat vanaf 1840 Collegium Praesidiale werd genoemd. Dit was het eerste vertegenwoordigende lichaam van alle Utrechtse studenten en bestond uit de rectoren van de Senatus Veteranorum en de Senatus Theologorum en vijf gekozen vertegenwoordigers van de Faculteiten.

### Vereniging der Wetten
Op 22 mei 1848 verenigden de twee tot dan toe aparte groensenaten zich tot de Rector et Senatus Veteranorum met de zinspreuk van de oude Senatus Theologorum: Amicorum Consensus Virtutem Alit Gaudiumque (vertaald uit het Latijn: overeenstemming van vrienden voedt deugd en vreugd). De senaat zou voortaan de belangen van alle Stichtse studenten behartigen, en nam de taak van het Collegium Praesidiale over. Wie in die tijd ging studeren in Utrecht, was daarmee automatisch lid van het Utrechtsch Studenten Corps. Als zinspreuk van het USC was, om hieraan verder gestalte te geven, dezelfde zinspreuk gekozen als die van de Universiteit: Sol Iustitiae Illustra Nos (Vertaald uit het Latijn: zon der gerechtigheid, verlicht ons). Goedbeschouwd is er dus in 1816 al sprake van één ontmoetingsplaats voor Utrechtse studenten, in 1833 van eenheid in vertegenwoordiging, en in 1848 eindelijk van één senaat en één studentencorps.

### Oprichting
Over de oprichtingsdatum van het Utrechtsch Studenten Corps zelf bestaat discussie. Eén mening is dat er vanaf het jaar 1816 sprake is van een Utrechtsch Studentencorps omdat Senatus Veteranorum op 26 februari 1816 de Utrechtsche Studentensociëteit PhRM oprichtte. A.C.J. de Vrankrijker gaat hier in "Vier eeuwen Nederlandsch studentenleven" (1936) nader op in. Hij schrijft op p. 231: ...juist toen werd verstevigd door de samensmelting van de twee senaten op 22 mei 1848. Beide colleges traden af en droegen het intermediair bestuur aan een drietal oud-senatoren over. Een maand later werd nu een nieuw bestuur geïnstalleerd, dat aan den Senatus Veteranorum den naam ontleende en aan de theologen de spreuk (Amicorum consensus virtutem alit gaudiumque). Hiermee is ook te Utrecht een corps geboren, al was nog niet terstond het doel van vertegenwoordiging der studenten volkomen bereikt en evenmin een homogene senaat verkregen. Voorts merkt de Vrankrijker even verder op dezelfde pagina op: "In tegenstelling met Leiden, waar men een geboortedatum van het corps nauwkeurig kan aanwijzen, is dus te Utrecht, geheel in den trant van het aldaar immer overheerschende conservatisme, geen revolutie, maar een evolutie te constateeren, terwijl 22 mei 1848 wel als gedenkdag van stichting werd beschouwd om zuiver practische redenen, maar niemand dien datum als stichting van een compleet corps kan erkennen, zoodat 1814 voor Utrecht feitelijk een veel belangrijker jaartal is." Het gedenkboek “Het Utrechtsch Studentenleven, 1636-1936”, ook wel bekend als de ‘Corpsbijbel’, rept überhaupt niet over de oprichting van het Corps, maar gaat uit van een geleidelijk ontstaan. Een andere mening over de oprichtingsdatum van het USC is dat er pas sprake is van een corps als het vertegenwoordigende lichaam (de Senaat of in het geval van Leiden, het Collegium) alle studenten vertegenwoordigt. De term corps betekent het lichaam der studenten – alle studenten. In Utrecht vond dit vertegenwoordigen van alle studenten 17 jaar na 1816 plaats, in 1833 onder het Collegium Praesidium, een overkoepelend orgaan waarin de twee afzonderlijke groensenaten (de Senatus Veteranorum en de Senatus Theologorum) zitting hadden.
Het corps houdt zelf 26 februari 1816 als oprichtingsdatum en daarmee als dies natalis aan, maar tegelijkertijd 22 mei (de datum van de vereniging van alle Utrechtse studenten onder de Rector et Senatus Veteranorum in 1848) als dies annalis. Jaarlijks viert het USC op 22 mei de Vereniging der Wetten en om de vijf jaar – geteld vanaf 1636, het oprichtingsjaar van de universiteit – viert de vereniging een lustrum. Het lustrum wordt dus steeds gevierd in de jaren eindigend op een 1 of een 6. Van 1848 tot en met 1951 had het corps van universiteitswege de taak om de lustra van de universiteit voor de studenten en de burgerij te organiseren en daarbij alle studenten te betrekken. In Corpswet stond jarenlang: "Het Utrechtsch Studenten Corps is de natuurlijke gemeenschap van studenten te Utrecht en het viert de lustra van de Universiteit." Het 'corps van studenten' ontstond automatisch toen de Universiteit werd opgericht, vandaar dat de lustra samenvallen. In 1946 was de samenwerking met alle andere gezelligheidsverenigingen veel sterker dan normaal in verband met de bijzondere naoorlogse situatie. Bij het universiteitslustrum van 1951 kreeg het USC weer de leiding, maar andere verenigingen protesteerden. Veritas organiseerde in dat jaar een eigen Universitair lustrum. Daarna bleef het verzoek van de universiteit tot organisatie van het lustrum uit en vanaf 1956 vierde het corps zijn eigen lustra, nog steeds met 1636 als startpunt van de reeks. In 2011 werd het lustrum "Odysseus" gevierd. In 2016 was dat "Don Quichot" met zijn compagnon "Sancho Panza".

### Mutua Fides
Van 1855-1860 bestond er ook in Utrecht een studentenvereniging genaamd Mutua Fides met aan het hoofd een eigen Collegium Praesidiale. Ten gevolge van onenigheid binnen de Senatus Veteranorum over het ontgroenen, maakten de behoudende studenten zich los van de Senatus Veteranorum en zij richtten op 7 juni 1855 Mutua Fides, op. Dit was een ('vijandige') afscheiding van het Utrechtsch Studenten Corps en bestond voor het merendeel uit studenten afkomstig uit het patriciaat en had een grote vertegenwoordiging van studenten van oorsprong afkomstig uit het Haagse en uit Overijssel. Het adellijke dispuut Tres Faciunt Collegium (Drie vormen een gezelschap) is ontstaan binnen deze vereniging. In 1860 werden het Utrechtsch Studenten Corps en de studentenvereniging Mutua Fides weer herenigd in het USC onder leiding van Jonkheer Abraham van Karnebeek als Rector van de Senatus Veteranorum.

### De Utrechtsche Studenten Bond
In 1884 maakten nihilisten (niet-georganiseerde studenten) zich boos over het USC, toen deze vereniging zich presenteerde als vertegenwoordiger van de Utrechtse studenten bij een huldiging van Paul Kruger. Een aantal studenten belegde op 15 mei 1884 een vergadering om een tegenvereniging op te richten. Op 30 mei 1884 ontstond op die manier Het Utrechtsche Studenten Bond onder de zinspreuk "suum cuique" (ieder het zijne). Aanvankelijk wilde het Corps geen enkel contact met het Bond. Maar toen in de landelijke pers artikelen over het groenwezen verschenen waarin de niet-corpsleden werden vergeleken met de Transvalers, werd een commissie van leden o.a. uit de Senatus en het Bond gevormd om tot een vergelijk te komen. Dit leidde tot wijzigingen in de Corpswet, die uitsluitend de groentijd betroffen. Op 20 maart 1885 fuseerde het Bond met het Corps.

### Vrouwen en katholieken

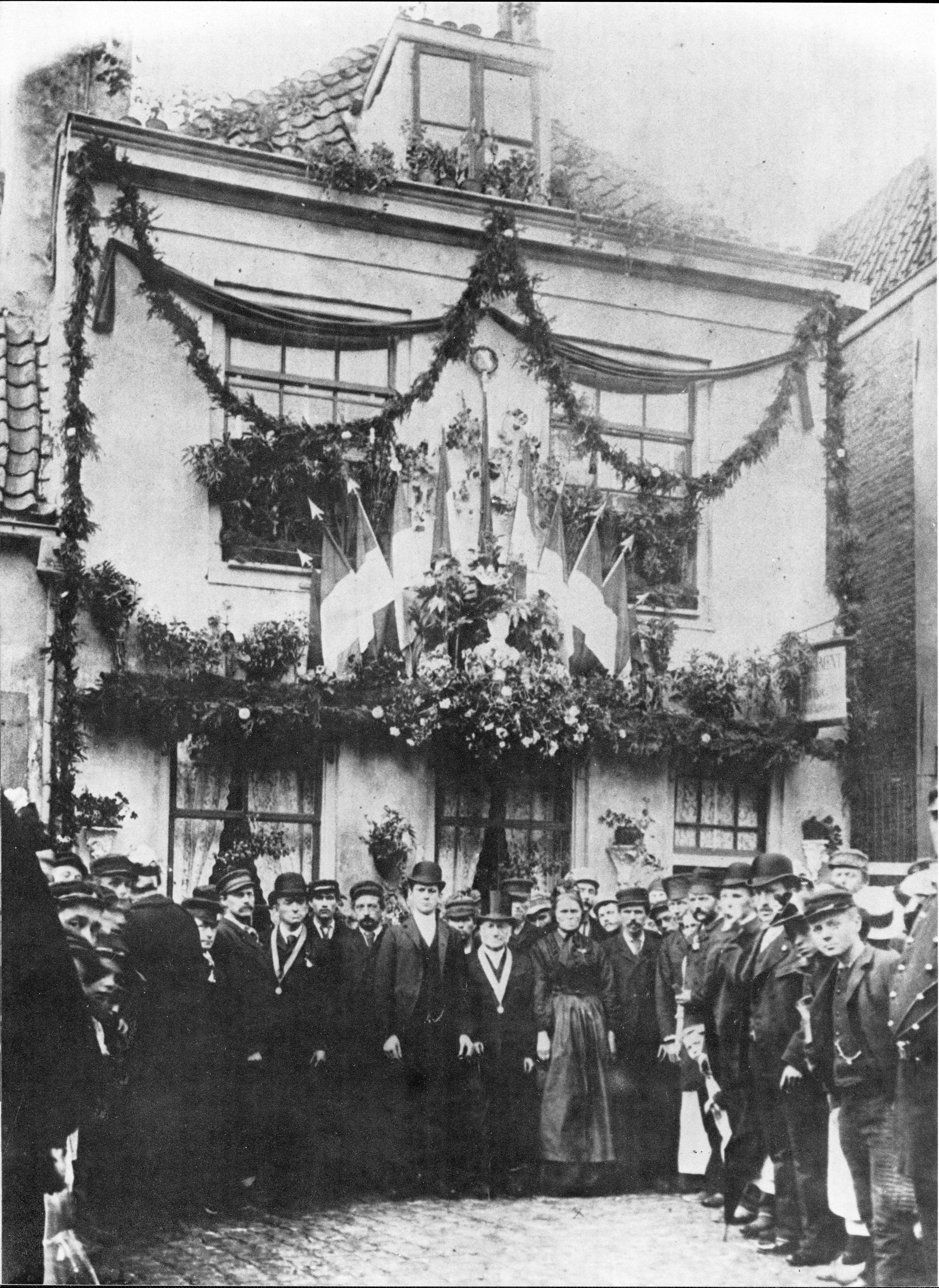
Het Corps op bezoek bij Oranje Ka in de Oranjestraat tijdens het lustrumfeest in 1891

Studeren was destijds alleen voorbehouden aan mannen. Toen eind 19e eeuw ook vrouwen de mogelijkheid kregen te studeren, werden zij niet toegelaten tot het USC en werden in Utrecht andere verenigingen opgericht. Zo werd er een katholieke afsplitsing van het leesgezelschap gemaakt door jonkheer Jan Bosch van Oud-Amelisweerd (het huidige (gemengde) CS Veritas) en kwam er een paar jaar na die afsplitsing ook een alternatief voor vrouwen bij, de UVSV.

## Ideologie en tradities
Het USC is de enige Nederlandse studentenvereniging waar uitsluitend mannen lid van kunnen worden. Tot 2016 deelde het USC deze traditie nog met het Rotterdamse Studenten Corps. Deze laatste vereniging fuseerde dat jaar echter met zijn vrouwelijke tegenhanger RVSV tot het RSC/RVSV. Wel worden er zo nu en dan activiteiten georganiseerd met de vrouwelijke tegenhanger van het corps, de UVSV/NVVSU.

## Structuur en organisatie

### Corpsgezelschappen
Het USC kent verschillende corpsgezelschappen. De subgezelschappen hebben een specifieke activiteit voor ogen en staan onder toezicht van het Senatus Veteranorum. Ze organiseren regelmatig activiteiten voor USC-leden. Tot de subgezelschappen behoren onder meer de studentenweerbaarheid K.U.S.V.V.O.W. (sinds 1866), roeivereniging Triton (sinds 1880) en deUtrechtse Studenten Rugby Society (sinds 1967). Het symfonie-orkest Utrechtsch Studenten Concert (sinds 1823) was gedurende anderhalve eeuw onderdeel van het USC, maar werd in 1981 onafhankelijk. De particuliere gezelschappen staan los van de senaat, maar maken wel deel uit van het corps. Zij organiseren alleen hun eigen activiteiten. Tot de particuliere gezelschappen behoren onder meer de Utrechtsche Studenten Zigeunerkapel “Tzigane” (1910), een jachtgezelschap, een ondernemersvereniging en een zeilkamp. Een van de oudste particuliere gezelschappen was het theologisch literair gezelschap Secor Dabar, dat bestond tussen 1844 en 1969. De honorairen van dit gezelschap kwamen nog tot 2019 jaarlijks bijeen. Verder kent het USC nog streekgezelschappen, verbanden tussen leden uit dezelfde streek, en studiegezelschappen voor leden met dezelfde studie.

### Sociëteit

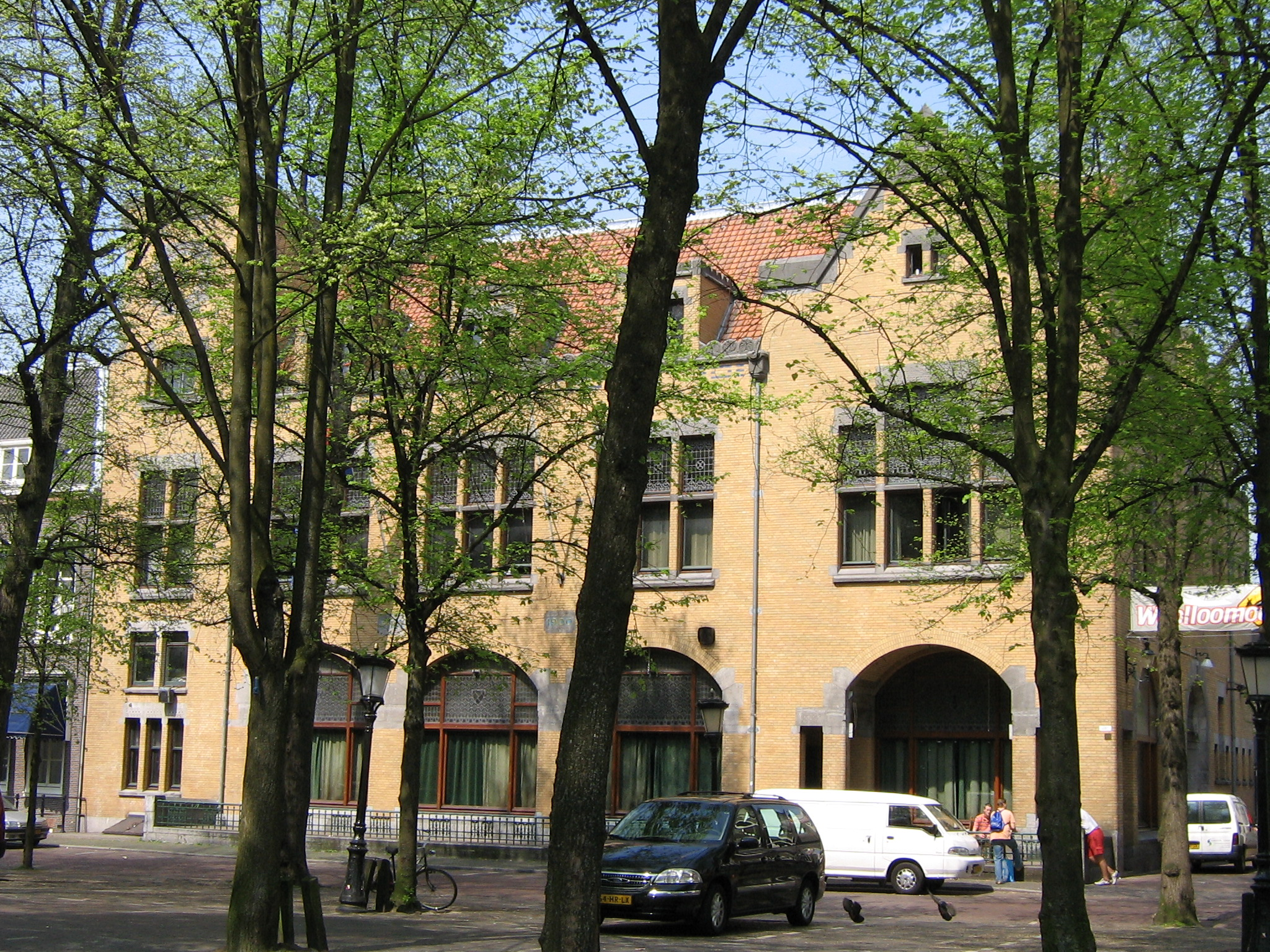
Sociëteit PhRM

De op 26 februari 1816 opgerichte sociëteit PhRM, dat staat voor Placet hic Requiescere Musis (vertaald: het behaagt de Muzen hier te rusten) en waarvan het huidige onderkomen in 1898 ontworpen is door de architect Zinsmeister, zetelt aan het Janskerkhof dat centraal gelegen is in Utrecht. De architectuur en uitvoering en aankleding van het gebouw is een goed voorbeeld van de destijds zeer populaire jugendstil. Mede vanwege de karakteristieke gele kleur van de gebruikte bakstenen wordt het gebouw ook wel het 'Geel Kasteel' genoemd. Daarvoor hield PhRM eerst sociëteit in het koffiehuis in de voet van de Domtoren en daarna aan het Munsterkerkhof, het huidige Domplein.
Sinds 1970 exploiteert het USC de discotheek Woolloomooloo in de tuin achter de sociëteit. Daarvan is een gedeelte gelegen in de bunker die de Duitsers daar in de Tweede Wereldoorlog plaatsten, toen zij de sociëteit hadden gevorderd om het als hun Utrechtse hoofdkwartier te gebruiken.